# Шмегінґен
Шмегінґен (нім. Schmähingen) — мікрорайон міста Нердлінген, району Донау-Ріс у складі округу Швабія, федеральної землі Баварія.
Район має 350 жителів (станом на 1 січня 2011 р.) і знаходиться на висоті 458 м над рівнем моря. Поруч із Шмегінґеном знаходиться Альбух, хребет Юра, на якому в 1634 р. відбулася битва при Нердлінгені.